# Natalie Edwards
Natalie Mayflower Sours Edwards (nascuda el 1978) és una antiga alta funcionària del Tresor dels Estats Units que treballava a la divisió de Delictes Financers (FinCEN).
Va ser arrestada el 16 d'octubre de 2018 per divulgar més de 2000 informes d'activitats sospitoses (SAR) i altres dades confidencials d'octubre de 2017 a octubre de 2018 que detallaven la participació de Rússia a les eleccions presidencials de 2016 a un periodista de BuzzFeed News, i per publicar la sèrie "The Money Trail". Els informes d'activitats sospitoses inclogueren transferències de diners i informació sobre Maria Butina, Rick Gates, Paul Manafort, l'ambaixada de Rússia als Estats Units i una empresa russa, Prevezon Alexander, LLC., Implicada en el blanqueig de diners.
El Wall Street Journal va identificar el periodista de BuzzFeed News com Jason Leopold. Presumptament, Edwards va enviar correus electrònics interns de FinCEN a Leopold, notes d’investigació i avaluacions d’intel·ligència, i els dos estaven en contacte regular. El New York Times va caracteritzar el cas d'Edwards com procedentment diferent del de James Wolfe, tot i que tots dos casos van implicar filtracions als periodistes. Leopold va enviar esborranys d'històries a Edwards; això estant prohibit per BuzzFeed News. La revista de periodisme Columbia va remarcar que "és important recordar que les fonts no siguin editors".
Edwards es va declarar culpable el 2020, amb una pena màxima de fins a cinc anys.
El juny de 2021, va ser condemnada a complir sis mesos de presó i tres anys de llibertat supervisada, una sentència a la part superior de les directrius de sentències federals pertinents. Al llarg de la seva audiència, Edwards va afirmar que actuava com a denunciant i que no va optar per filtrar més de 50.000 documents als mitjans de comunicació, inclosos 2.000 informes d'activitats sospitoses, amb intenció malintencionada. El seu advocat va argumentar que havia passat per canals de denunciants i va filtrar informació només després que hagués estat objecte de represàlies i va creure que filtrar la informació als mitjans "ajudaria el poble nord-americà", mentre que els fiscals van argumentar que "mai no hi ha hagut cap mena de fons proves de les seves afirmacions" que va passar pels canals interns adequats i que Edwards no va tenir cap remordiment per la seva decisió de filtrar informació confidencial.